# Verena Roßbacher

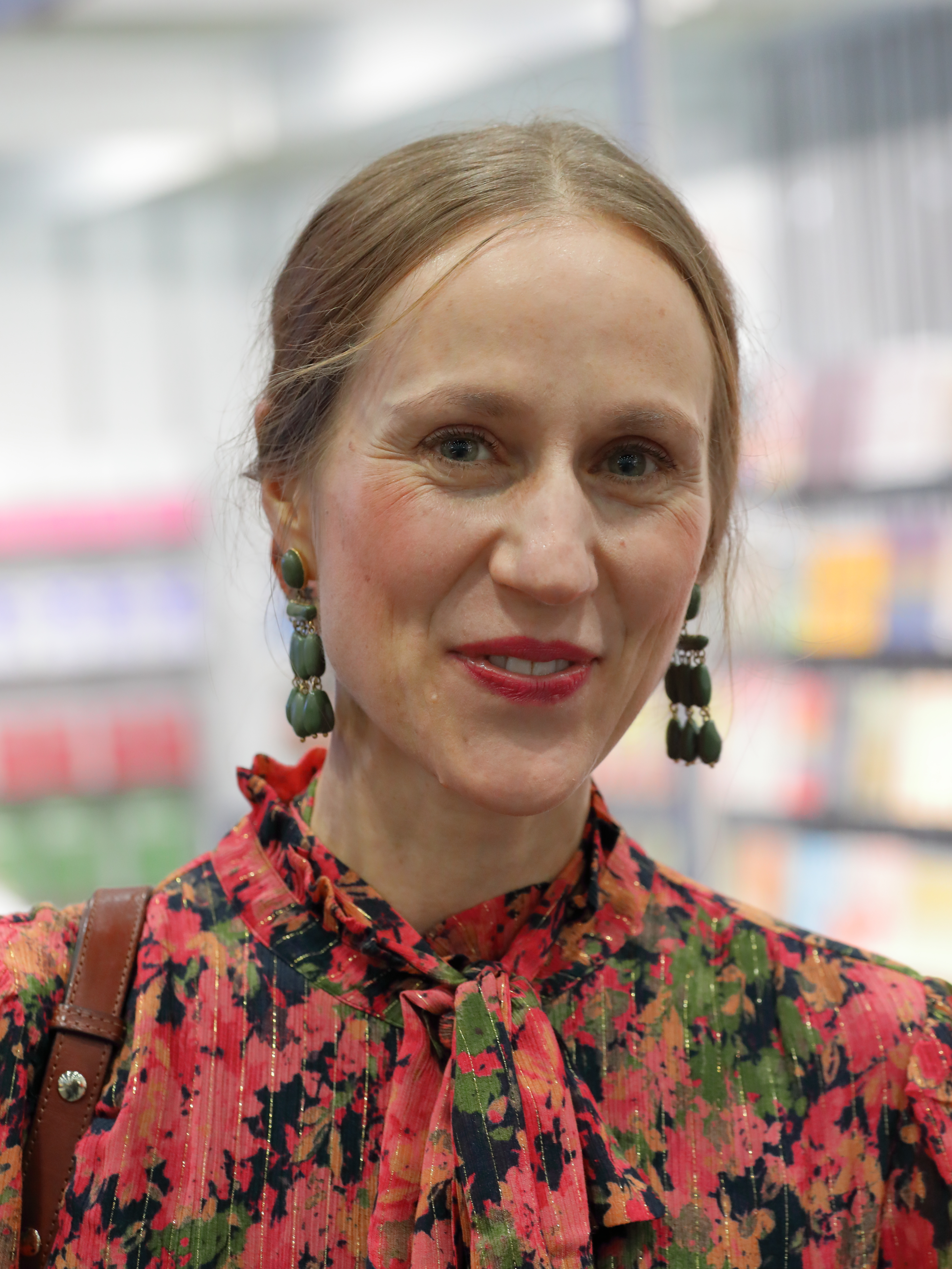
Verena Roßbacher bei der Buch Wien 2022

Verena Roßbacher (* 1979 in Bludenz) ist eine österreichische Schriftstellerin.

## Leben
Roßbacher wuchs in Österreich und in der Schweiz auf und studierte zunächst einige Semester Philosophie, Germanistik und Theologie in Zürich und anschließend am Deutschen Literaturinstitut Leipzig. 
Roßbachers Texte erschienen in Zeitschriften und Anthologien, außerdem veröffentlichte sie Theaterstücke. Ihr Romandebüt Verlangen nach Drachen (2009) wurde in vielen deutschsprachigen Feuilletons positiv besprochen.
Verena Roßbacher las auf Einladung des Juryvorsitzenden Burkhard Spinnen beim Ingeborg-Bachmann-Preis 2010.
Im Herbst 2022 erhielt sie für ihren Roman Mon Cheri und unsere demolierten Seelen den Österreichischen Buchpreis.
Sie lebt in Berlin.

## Veröffentlichungen
- Verlangen nach Drachen. Roman. Kiepenheuer & Witsch, Köln, 2009, ISBN 9783462040975.
- Schwätzen und Schlachten. Roman. Kiepenheuer & Witsch, Köln, 2014, ISBN 978-3-462-04615-1.
- Ich war Diener im Hause Hobbs. Roman. Kiepenheuer & Witsch, Köln, 2018, ISBN 978-3-462-04826-1.
- Mon Chéri und unsere demolierten Seelen. Roman. Kiepenheuer & Witsch, Köln, 2022, ISBN 978-3-462-00119-8.

## Auszeichnungen
- 2002 Dramatikerstipendium am Theater an der Winkelwiese in Zürich
- 2005 Vorarlberger Literaturstipendium
- 2009 Förderpreis der IBK
- 2009 Autorenprämie des Bundesministeriums für Unterricht, Kunst und Kultur (Österreich)
- 2010/2011 Projektstipendium des Bundesministeriums für Unterricht, Kunst und Kultur (Österreich)
- 2011 Märkisches Stipendium für Literatur
- 2012 Stipendium des Stück Labor Basel
- 2014 Arbeitsstipendium für Schriftstellerinnen der Kulturverwaltung des Berliner Senats[2]
- 2019 einjähriges Stipendium der Berliner Senatsverwaltung für Kultur und Europa[3]
- 2022 Bodensee-Literaturpreis
- 2022 Österreichischer Buchpreis für Mon Cheri und unsere demolierten Seelen[1]